# Ofensivas na Zona Rural de Damasco
As Ofensivas na Zona Rural de Damasco (Rif Dimashq) foram uma série de operações militares lançadas tanto por forças leais ao regime do presidente Bashar al-Assad, quanto por militantes rebeldes da oposição síria que estão engajadas numa feroz luta para derruba-lo do poder. O principal objetivo destas batalhas sempre foram garantir o controle de Damasco, a capital do país, e também das regiões vizinhas. Violentos combates e massacres de civis forma registrados desde os primeiros dias das ofensivas.

## Campanha inicial

### 2011: Protestos e primeiros combates
Damascos viu protestos contra o regime desde o início do conflito. Após um período de calmaria que veio após sucessivas repressões por parte das forças de segurança do país, ao fim de setembro as manifestações em larga escala voltaram. Policiais, soldados e membros da milícia Shabiha, leais ao governo do presidente Bashar al-Assad, reprimiam com força as demonstrações. Segundo ativistas, em muitas ocasiões, os militares disparavam a queima roupa contra os manifestantes, provocando diversas mortes. Em outubro e novembro, a violência na capital e em todo o país se intensificou consideravelmente.
Ainda em setembro ao menos 14 pessoas foram mortas enquanto tropas do governo começaram a vasculhar casa por casa nos subúrbios de Damasco, em busca de simpatizantes da oposição. Ativistas também denunciaram que soldados que se recusavam a obedecer as ordens de atirar nos manifestantes estavam sendo sumariamente executados. No bairro al-Zar, um grupo de 1 500–2 000 pessoas que protestavam foram dispersadas a tiros por policiais e soldados da Guarda Republicana.
No começo de novembro de 2011, soldados desertores atacaram um posto de inteligência do exército em Harasta, nos subúrbios da capital, e mataram 6 soldados e deixaram mais de 20 feridos. Outros postos de controle das forças armadas foram atacados em Douma, Qaboun, Arabeen e Saqba. No fim do mesmo mês, uma enorme explosão atingiu o coração de Damasco. Morteiros e granadas também foram disparadas contra prédios que pertenciam ao Partido Baath. O chamado Exército Livre da Síria, formado por soldados desertores e civis que pegaram em armas, assumiram a responsabilidade por estes ataques. Atentados na capital começaram então a virar rotina. No dia 23 de dezembro de 2011, a TV estatal do país que duas explosões próximos a bases do exército sacudiram Damasco foram e que, provavelmente, foram perpetrados por suicidas, matando dezenas de pessoas, entre militares e civis. O regime afirmou que a rede terrorista al-Qaeda foi a responsável pelos atentados.
Em 29 de dezembro de 2011, em Damasco, forças de segurança sírias dispararam contra centenas de manifestantes que protestavam do lado de fora de uma mesquita contra o governo. O acontecimento foi condenado pela comunidade internacional. Rami Abdul-Rahman, líder da organização "Observatório Sírio de Direitos Humanos", disse que ao menos 20 mil pessoas estavam na manifestação people na região de Douma, nos subúrbios da capital, quando tropas do regime abriram fogo contra elas. Segundo ativistas da oposição, monitore da Liga Árabe foram barrados de visitar a região onde os protestos aconteciam, enquanto a situação na região se deteriorava.

### 2012: Escalada da violência
Em 6 de janeiro de 2012, a rede de notícias estatal SANA afirmou que 26 pessoas foram mortas em um atentado a bomba próximo ao prédio da inteligência do exército, mas a oposição culpou o governo pelo incidente. Mais tarde a mídia estatal reportou que o general Mohammed Abdul-Hamid al-Awwad fora assassinado a tiros na região de al-Ghoutta, próximo de Damasco. No dia seguinte, 14 manifestantes foram mortos em uma explosão próxima a uma estrada. Dias mais tarde, vários comboios militares foram emboscados na capital, terminando com a morte inclusive de um oficial de alta patente do exército sírio. Ao fim de janeiro, a batalha por Douma entre tropas leais ao regime e forças da oposição se intensificou. Boa parte da Zona Rural de Damasco foi capturado pelos rebeldes sírios.
No dia 27 de janeiro, tropas do regime sírio iniciaram uma enorme ofensiva para capturar Douma. Um pouco mais de uma semana mais tarde, a cidade já havia sido conquistada. Ao menos 200 pessoas foram mortas nos embates. Dois dias depois, o exército sírio lançou outra ofensiva, a maior lançada na guerra até então, para tentar recapturar vários bairros de Damasco que ainda estavam sobre controle dos rebeldes da oposição. Videos amadores mostravam soldados do regime de Assad avançando em Al-Ghouta e Zamalka. De acordo com ativistas, 14 civis e 5 combatentes da oposição foram mortos em bombardeios pela região. Ao menos 2 mil soldados do governo e 50 tanques de guerra participaram desta fase da batalha. Contudo, eles enfrentaram forte resistência e vários militares perderam a vida, incluindo dois oficiais de alta patente.
A batalha por Damasco e as regiões vizinhas se intensificou, enquanto várias áreas da Zona Rural de Damasco sofriam com bombardeios de aviões e artilharia. Os distritos de Douma, Saaba, Arbin e Hamuriyeh, em particular, testemunharam pesados bombardeios. Segundo informações de ativistas, diversos soldados do governo passaram a desertar em massa a causa do regime. incluindo vários oficiais e alguns generais. Enquanto isso, no leste de Damasco, forças de Assad avançaram e conquistaram diversas áreas nas proximidades. Os rebeldes do chamado "Exército Livre" responderam avançando em alguns bairros nos subúrbios da capital e em Douma. Nesta última, o governo voltou a ganhar terreno em 30 de janeiro. No dia seguinte, as forças do regime voltaram a fazer progressos. No centro da capital, tropas de Assad avançaram no centro de Damasco.
Em fevereiro, os militares continuaram avançando por toda Damasco e esmagando os bolsões de resistência da oposição. A SANA então reportou que o general Rajeh Mahmoud foi morto por insurgentes. As cidades de Deir Kanoun e Ein al Fija, na Zona Rural de Damasco, foi tomada por forças do regime. Enquanto a luta se intensificava, foi reportado que combatentes da milícia libanesa Hezbollah e até militares iranianos estavam envolvidos em alguns combates. Grupos de direitos humanos denunciaram que a situação humanitária na região estaria se deteriorando. Ao fim de fevereiro, mais combates e protestos foram reportados.
Em março, os rebeldes tentaram reagir frente a uma série de derrotas e avançaram em alguns distritos da capital. No dia 10 de março, tiroteios esporádicos em Daryaa terminaram com a morte de dois soldados e três rebeldes. Dois dias depois, após uma semana de calmaria, o centro de Damasco voltou a ver intensos combates entre militantes da oposição e soldados do governo. No bairro de Mezze, onde estavam localizados várias instalações militares e prédios governamentais, confrontos foram reportados. Os combates foram violentos e terminaram em um impasse. Pelo menos 80 soldados e milicianos ligados ao regime foram mortos. As baixas entre os rebeldes também foram altas. Tiroteios pesados também foram reportados em Harasta e Irbin, perto do fim do mês.
Entre maio e julho de 2012 os combates reduziram de intensidade em algumas regiões, porém atentados a bomba perpetrados por extremistas simpatizantes da oposição e bombardeios aéreos da força aérea do governo faziam numerosas vítimas. No fim de julho e começo de agosto, contudo, confrontos violentos voltaram a ser reportados por toda a região, enquanto a capital Damasco começou a ser palco de intensos combates novamente entre militantes da oposição e forças leais ao regime de Bashar al-Assad.

## Primeira ofensiva

### Luta por Damasco e batalha de Al-Tall
Após derrotar a principal ofensiva rebelde contra Damasco em agosto de 2012, o exército sírio iniciou uma série de operações para eliminar os guerrilheiros que ficaram para atrás. Combates esporádicos prosseguiam pela capital.
Milícias ligadas a oposição passaram a usar a cidade de Al-Tall como centro de operações para uma nova ofensiva contra a capital. Porém ainda em agosto, o governo tomou a iniciativa e começou a bombardear intensamente o município, que foi cercado logo depois. Duas semanas depois, a cidade caiu em mãos de tropas do regime. Contudo, boa parte dos rebeldes já haviam se retirado.

### Batalha de Mouadamiya
Após uma operação militar de dois dias contra a cidade de Mouadamiya, ao fim de julho, que terminou com a morte de ao menos 120 pessoas, o exército sírio lançou mais uma nova ofensiva contra os subúrbios de Damasco. Apesar da pesada resistência enfrentada, o governo acabou quebrando as linhas de defesa dos rebeldes. Segundo ativistas, militares do regime executaram 43 pessoas suspeitas de simpatia com a oposição em Mouadamiya.

### Ataque ao sul da capital
Em 17 de agosto, pesados combates foram reportados no estratégico bairro de Mezzeh, perto do principal aeroporto militar da região. A luta se intensificou nos próximos dias.
Além de Damasco, várias cidades na região, como Kfar Souseh, Darayya, Qadam e Nahr Aisha, passaram a sofrer com bombardeios esporádicos. Em um desses ataques, feitos com morteiros, artilharia, foguetes e até aeronaves, pelo menos 40 pessoas foram mortas. Ativistas da oposição reportaram que neste meio tempo, os rebeldes estavam se reagrupando para uma nova ofensiva contra a capital.
Temendo novas batalhas no seu centro político do país, o governo sírio lançou uma série de ataques em larga escala para tomar os distritos da capital que ainda estavam em mãos da oposição. Foram reportados diversas prisões e execuções sumárias. Os rebeldes tentavam resistir, mas a desvantagem em termos da qualidade do equipamento e da quantidade de combatentes era demasiada. Segundo a TV estatal da Síria, o exercito estava fazendo progressos contra o que eles chamavam de "terroristas" e que apenas pretendiam reinstaurar a ordem na capital.
Em setembro, os combates nas regiões periféricas de Damasco e no sul da cidade se intensificaram. Os rebeldes, usando táticas de guerrilha, focavam seus ataques contra os diversos postos de controle que o exército havia espalhado pela capital. No distrito de Mezzeh, ainda no sul, um carro-bomba explodiu perto do prédio do Ministério da Informação e do Palácio de Justiça, causando muito dano.
No dia 12 de setembro, militares leais ao regime bombardearam a cidade de Al-Hajar al-Aswad, ao sul da capital. Este município era considerado um dos últimos bastiões da oposição na região sul da Zona Rural de Damasco. O bombardeio continuou até o dia 19, quando as tropas do governo avançaram na cidade, mantendo ainda uma ofensiva contra os bairros de al-Qadam e al-A'sali, em Damasco, após os rebeldes baterem em retirada. Também foram reportados ataques contra os subúrbios de Muadhamiya, Judaydat Artuz e Kanakir, no sul, enquanto no norte o bairro de Qudsaya também foi tomado.
Em 23 de setembro, o exército sírio bombardeou a cidade de Al Thiabieh, que fica a cerca de 18 kms de Damasco. Quando os rebeldes tentaram contra-atacar, o bombardeio ficou mais intenso. Depois de três dias, as forças do Exército Livre da Síria recuaram e então as tropas do regime entraram no município sem muita dificuldade. Segundo ativistas, militares do governo teriam executado 50 pessoas que eles acusaram de serem simpatizantes da oposição e ainda invadiram casas de moradores. Isso não foi confirmado por fontes independentes. Menos de 24 horas depois, o exército se retirou da região. A oposição denunciou o ocorrido como um massacre e afirmou que mais de 100 pessoas foram mortas naquela cidade, embora não houvesse confirmação do ocorrido.

### Massacre de Darayya
Em meados de agosto de 2012, a batalha pela cidade de Darayya se intensificou. Ao menos 30 soldados do governo foram mortos em ataques contra postos de controle na periferia deste município. A força aérea síria respondeu bombardeando a cidade. Em 21 de agosto, o exército bombardeou por três dias a região utilizando foguetes e artilharia, matando ao menos 70 pessoas, incluindo 18 rebeldes. No dia 24, centenas de soldados, apoiados por tanques de guerra, veículos blindados e aeronaves de combate, iniciaram uma invasão generalizada de Darayya. Pouco tempo depois, as forças rebeldes já batiam em retirada.
Segundo o Observatório Sírio de Direitos Humanos (OSDH), mais de 300 pessoas morreram como resultado dos combates por Darayya.
Em 25 de agosto, ativistas afirmaram que ao menos 400 pessoas foram executadas, possivelmente por forças do governo sírio. A milícia Shabiha, leal ao presidente Bashar al-Assad, foi a principal acusada de ter cometido os assassinatos. Alguns civis e moradores da região, contudo, acusaram as forças do Exército Livre da Síria pelo massacre.

### Combates a leste de Damasco e impasse
Ao fim de agosto, segundo um comandante rebelde, o governo começou a mover suas forças da parte oeste da cidade e indo para o leste, na estratégia área de Ghouta, onde havia forte presença de militantes da oposição. O objetivo era tomar a região e manter a cidade de Darayya sob controle. Ao mesmo tempo, os rebeldes tentavam penetrar na região central de Damasco, que era fortemente defendida por tropas de elite do regime. Em 27 de agosto, um helicóptero do exército sírio foi derrubado enquanto conduzia ataques aéreos contra o distrito de Qaboon, no leste de Damasco. O governo respondeu bombardeando várias localidades na região.
O mês de setembro começou com uma explosão de um carro-bomba no centro de Damasco, que matou vários militares sírios. Ao menos quatro soldados leais ao regime foram mortos após tiroteio contra membros do Exército livre da Síria no bairro de Tadamon. Logo depois, a cidade de Babila foi tomada por forças do governo.
Em outubro, violentos combates foram registrados na capital, enquanto os rebeldes tentavam avançar. Ao sul, mais um helicóptero do governo acabou sendo derrubado. O regime respondeu bombardeando posições da oposição com disparos de tanques e artilharia. Bombardeios aéreos também foram registrados nas regiões de Hajar al-Aswad, Hazza e Harasta. No dia 30, ao menos 11 pessoas foram mortas em um atentado a bomba no centro de Damasco. Outras 18 pessoas morreram em ataques aéreos contra a cidade de Douma.
As lutas pela Zona Rural de Damasco teriam alguns dos mais violentos combates da guerra nos meses seguintes. Para se defender dos ataques rebeldes, que se tornavam mais organizados, o governo passou a mudar de tática, utilizando de sua superioridade aérea pra bombardear as posições inimigas e evitando combates desgastantes em regiões de pouco valor estratégico, obrigando as forças da oposição a esticar suas linhas de suprimentos e depois se fazendo valer de sua superioridade tecnológica.
Segundo ativistas, um dos principais objeitovs da ofensiva de Damasco seria distrair as forças do governo sírio e impedir o envio de reforço destes para o norte do país.
No começo de novembro, várias unidades rebeldes já haviam batido em retirada e tropas do regime teriam tomado boa parte da capital e das regiões vizinhas. Contudo, em meados de novembro, a oposição lançou mais uma ofensiva contra Damasco e conseguiu então penetrar vários distritos da região.

## Segunda ofensiva
Em meados de novembro de 2012, as forças rebeldes iniciaram uma pesada ofensiva no centro de Damasco. Morteiros foram disparados contra diversos bairros, principalmente os de maioria alauita (a etnia que governa o país), incluindo o distrito 86 no bairro de Mezzah onde fica o Palácio presidencial. Os disparos atingiram o gabinete do primeiro-ministro e um aeroporto militar da região, matando 3 civis e ferindo outros 12. Segundo ativistas da oposição, os combates que se seguiram foram "sem precedentes" enquanto se travava uma violenta luta pelo controle de várias zonas da capital política do país. Em 19 de novembro, militantes da oposição tomaram de assalto o quartel-general do exército no distrito de Hajar al-Aswad e fizeram progressos no sul de Damasco, aproximando-se da região central do país. Uma semana mais tarde, após pesados tiroteios, guerrilheiros da oposição assumiram o controle de uma base aérea em Marj al-Sultan, na parte leste de Ghouta, após dois dias de luta, onde um helicóptero militar do exército sírio que bombardeava a região no momento teria sido derrubado pelos rebeldes. Ao fim deste mês, a oposição atacou o Aeroporto Internacional de Damasco, lançando morteiros e até utilizando carros bomba. Os rebeldes então bloquearam boa parte das estradas que davam acesso ao aeroporto. O ministério da informação sírio, contudo, disse que o exército havia conseguido limpar os arredores do aeroporto de atividade dos insurgentes.
Em dezembro, os rebeldes focaram seus ataques na zona leste da capital. O governo sírio respondeu a estas ofensivas com pesados bombardeios contra regiões controladas pela oposição na capital e em seus arredores. Foram utilizados aviões, helicópteros e artilharia pesada nestes ataques. Em 7 de dezembro, o regime iniciou uma ofensiva terrestre para liberar a região do aeroporto da cidade e de outros subúrbios da periferia sob controle de opositores. A ofensiva, segundo analistas, foi um sucesso mais tático que militar, devido as enormes baixas sofridas por ambos os lados. Diversas unidades do Exército Livre da Síria viram-se então obrigados a recuar para o interior da província enquanto a luta na capital se intensificava, ainda que em favor do regime do presidente Bashar al-Assad. Ao fim deste mês, o governo sírio focou sua atenção contra a cidade de Darayya, que estava sob controle de simpatizantes da oposição. Após pesados bombardeios aéreos, uma enorme força de ataque, encabeçada por diversos veículos blindados e tanques de guerra, avançaram sobre o município. De acordo com ativistas, o avanço foi lento e as tropas sírias enfrentaram pesada resistência, porém fizeram progressos. No começo de janeiro, aviões da força aérea síria conduziram ataques contra o bairro de Mleiha, nos subúrbios de Damasco, matando 70 pessoas.
Em janeiro de 2013, a batalha pela estratégica cidade de Darayya se intensificou. O governo renovou sua ofensiva e fez enormes progressos, porém boa parte do município permanecia sob controle da oposição. A luta por Damasco também tornou-se mais intensa, espalhando-se por vários distritos da capital.
Em 30 de janeiro, um comboio que carregava armamentos pesado de ponta para as forças do regime foi atacado pela aviação militar israelense, matando vários soldados sírios. No mesmo dia, uma instalação militar de pesquisa do regime também foi bombardeado por aviões de Israel.
Em 6 de fevereiro, as forças rebeldes lançaram mais uma ofensiva, chamada "Batalha do Armagedom", à beira do centro de Damasco, com os opositores armados entrando no Distrito de Jobar, na capital, após forçarem um bloqueio na estrada pelo exército. Rebeldes também lançaram ataques em Adra, ao nordeste de Damasco.
Em 10 de fevereiro, um rebelde afirmou que as forças de oposição haviam capturado um outro posto de controle militar no distrito de Jobar. No entanto, o Observatório Sírio de Direitos Humanos afirmou que, as tropas do governo retomaram o controle da área após a bombardear a região no dia seguinte.
Em 19 de fevereiro, militantes da oposição começaram a usar caminhões com armas antiaéreas até Jobar em um esforço para consolidar os avanços feitos no distrito oriental de Damasco.
Em 20 de fevereiro, um míssil Scud, disparado pelas forças do governo, atingiu o centro de comando da brigada Liwa al-Islam perto de Douma. O xeique Zahran Alloush, o comandante e fundador da brigada, foi ferido no ataque. A área foi devastada e diversos combatentes rebeldes também foram mortos ou feridos.
Em 21 de fevereiro, os rebeldes lançaram três carros-bomba contra alvos de segurança no bairro Barzeh, em Damasco. Também dispararam vários morteiros na sede do exército sírio e na Praça das Omeíadas, assim como em outras ruas e praças conhecidas e em escritórios de segurança de acordo com moradores e ativistas. O Observatório Sírio de Direitos Humanos (OSDH) afirmou que 22 pessoas, a maioria soldados, foram mortos nos ataques.
Em 27 de fevereiro, a organização OSDH afirmou que os rebeldes haviam disparado vários morteiros que explodiram no Judiciário militar e departamento de literatura da Universidade de Damasco.
Em 2 de março, combates pesados foram relatados em Daraia entre rebeldes e o exército sírio. No dia seguinte, militantes da oposição teriam disparado vários foguetes contra a sede das forças de segurança em Damasco, embora seja desconhecido se houve vítimas.
Em 12 de março, 30 soldados rebeldes foram mortos em uma emboscada do exército sírio perto de Damasco, enquanto eles estavam se dirigindo para Ghouta Oriental, área controlada pela oposição.
Em 18 de Março, os rebeldes que operam dentro Damasco lançaram morteiros contra o Palácio Presidencial, no centro da capital.
Em 21 de março, uma explosão na mesquita de Al-Iman em Mazraa distrito matou 41 pessoas, incluindo o sunita clérigo, o xeique Mohammed al-Buti. Al-Buti foi um dos defensores mais proeminentes do governo sírio, do ramo sunita do Islã na Síria. A televisão estatal da Síria afirmou que a explosão foi um atentado suicida, embora alguns moradores afirmam que foi causada por um morteiro que atingiu um escritório próximo política.
Em 25 de março, os rebeldes lançaram um dos seus mais pesados bombardeios no centro de Damasco desde o início da revolta. Com morteiros, eles atingiram a Praça das Omeíadas, onde situa-se a sede do Partido Baas, inteligência da Força Aérea e a televisão estatal também foram atingidas. O ataque foi lançado quando as forças rebeldes avançaram em Kfar Souseh no distrito de Damasco, e o Exército sírio retaliou com artilharia lançado de Monte Qasioun obrigando os rebeldes com o apoio de Mujahidins a bater retirada. Apesar do sucesso parcial, conquistando várias cidades ao redor de Damasco e ter firmado posição em diversos distrito da capital, ao fim do mês a principal ofensiva dos rebeldes na cidade perdia força e o governo, que vinha reunindo tropas, se preparava para retomar a iniciativa no campo de batalha.

## Terceira ofensiva

### Movimentos iniciais
Ao fim de março, as forças armadas do regime iniciaram uma ofensiva em larga escala na Zona Rural de Damasco, com o objetivo final de conquistar vitória sobre os militantes da oposição que ocupavam a região. A primeira etapa foi tentar avançar sobre a cidade de Otaiba. Violentos combates se seguiram, com as tropas do governo fazendo algum progresso.
Em 7 de abril, o exército sírio apoiado, por tanques e aeronaves, lançou uma ofensiva contra o leste de Damasco, impondo um cerco no distrito Ghouta, que estava sob controle rebelde. Uma semana mais tarde, o governo bombardeou posições de insurgentes a nordeste da capital. Os militantes da oposição se refugiam nos bairros Qaboun e Barzeh, a fim de limitar suas perdas.

### Tomada de Jdaidet al-Fadl e Otaiba
Em 21 de abril, forças do regime avançaram sobre a cidade de Jdaidet al-Fadl, na periferia de Damasco. Pelo menos 250 pessoas foram mortas. Poucos dias depois, a capital voltou a ser palco de intensos e continuos combates entre militantes rebeldes e tropas do governo. Bombardeios aéreos contra a cidade também deixaram dezenas de mortos.
Em 24 de abril, militares de Assad capturaram a cidade de Otaiba, após 37 dias de combates. Esta vitória foi um enorme retrocesso aos rebeldes, já que Otaiba era o portão para o leste de Ghouta, além de ser uma importante rota de suprimentos para Damasco.

### Ataques em Jobar e Barzeh
Em 26 de abril, as forças do governo continuaram sua ofensiva pela capital, atacando os distritos de Jobar e Barzeh, que são controlados pela oposição. As tropas enfrentaram forte resistência de milicianos rebeldes enquanto avançavam. Opositores armados também foram atacados no distrito de Qaboun. Nesses bombardeios, o governo teria usado aviões de combate, artilharia e lança-foguetes. A cidade de Moadamiyet al-Sham, que fica entre Damasco e Daraya, que é controlado pela oposição, também vem sendo bombardeada e enfrenta uma crítica situação humanitária.
Em 27 de abril, os rebeldes lançaram uma contra-ofensiva para retomar Otaiba, utilizando veículos e infantaria. Ataques aéreos detiveram o avanço dos opositores ainda na periferia da cidade. No dia seguinte, militares sírios voltaram a bombardear a capital e a região de Barzeh.
Em 29 de abril, pesados combates foram reportados perto do Aeroporto Internacional de Damasco. De acordo com fontes das forças de segurança do governo, as lutas aconteceram primordialmente numa estrada que dá acesso ao aeroporto e durou um pouco mais de uma hora. No distrito de Mazze, no centro da capital, o primeiro-ministro sírio, Wael Nader Al-Halqi, sobreviveu a um atentado terrorista contra o comboio de carros em que ele estava.

### Ofensiva do governo
Em 1 de maio, de acordo com uma ONG ligada a oposição, combates se intensificaram nas cidades de al-Ebada, al-Maliha e al-Qeisa, na Zona Rural de Damasco, onde Damasco fica. No dia seguinte, o exército sírio capturou a cidade de Qaysa. No dia seguinte, militares sírios recapturaram a cidade de Qaysa, a leste de Ghouta.
Entre os dias 4 e 6 de maio, os combates se intensificaram em Damasco e nas periferias, enquanto oexército estava tentando tomar controle dessas áreas e também avançavam contra as cidade sde Beit Sahm, Thiyabiya e Sayyeda Zeinab. Violentos tiroteios também foram ouvidos nos bairros de Derkhabiya al-Buweida e Barzeh. Apesar dos combates continuarem perto da cidade de Drosha por quase dois dias, de acordo com o OSDH, houve relatos de que as forças do governo estariam se retirando da região. Entretanto, militares sírios alegaram ter assumido o controle das cidades de al-Abbada e Ghraika, mas não houve confirmação por fontes independentes.
Em 8 de maio, o líder da Frente al-Nusra, Abu Mohammad al-Golani, foi ferido em um bombardeio das forças do regime em Damasco.
Em 9 de maio, o exército sírio tomou a cidade de Jarba. Enquanto isso, morteiros eram disparados contra a cidade de Jaramana, que era controlada por forças do governo.
Nos dias seguintes, a luta prosseguia nos bairros de Barzeh e Jobar, em Damasco, onde um comandante local rebelde foi morto em confronto com uma milícia pró-Assad. Tiroteios também foram reportados em Qaysa.

### Contra-ataque dos rebeldes
Em 14 de maio, várias brigadas rebeldes, incluindo militantes islâmicos da Frente Al Nusra, se uniram temporariamente sob o mesmo comando e lançaram a chamada "operação Al Furqaan". O objetivo da ofensiva era recapturar a cidade de Otaiba e tentar reabrir uma rota segura de suprimentos até Damasco e Ghouta. Se eles fossem bem sucedidos em seus planos, os rebeldes poderiam assim continuar seu ataque em direção ao Aeroporto Internacional de Damasco. O OSDH disse que as milicianos islâmicos, membros da Jabhat al-Nusra, e guerrilheiros da oposição estariam atacando Otaiba com força. Contudo, no dia seguinte, não foi reportados grandes combates na cidade e a verificação por meio de orgãos independentes não foi possivel.
Em 15 de maio, os rebeldes alegaram ter recapturado a cidade de Qaysa. Dois dias depois, foi reportado que guerrilheiros da Frente Al Nusra haviam reconquistado Otaiba, mas não houve confirmação.

### Nova ofensiva do governo
Em 27 de maio, forças da milícia Hezbollah estariam encabeçando uma ofensiva do governo sírio ao leste da área de Ghouta. A milícia libanesa, que apoia o regime, teriam tomado nove cidades na área de Al-Murj, perto do bairro de Ghouta. No dia seguinte, o exército sírio lançou uma grande ofensiva para reconquistar o bairro de Barzeh, em Damasco. As tropas do governo teriam avançado bem dentro do distrito, atacando de várias direções. O objetivo da operação era isolar as forças rebeldes próximas ao distrito de Qaboun. Também foi reportado que militares leais ao regime teriam chegado até o município de Adra, a leste de Damasco, cortando uma importante linha de suprimento das forças da oposição.
Em 30 de maio, militantes da oposição ao leste de Ghouta estariam cercados e convocaram reforços para defender a região. No dia seguinte, Hisham Jaber, um general libanês aposentado que lidera, a partir de Beirute, o Centro para Estudos e Pesquisas Políticas para o Oriente Médio, disse que as tropas do governo já controlavam cerca de 80% da região.
Em 2 de junho, enquanto forças rebeldes e do governo travavam uma intensa batalha pelo controle do distrito de Jobar, em Damasco, um carro-bomba explodiu perto de um quartel da polícia, matando nove oficiais. Entre os dias 3 e 4 de junho, o governo fez grandes avanços na capital do país. A TV estatal do governo afirmou então que tropas leais ao regime assumiram o controle do distrito de Jobar e encurralaram militantes da oposição armada na periferia da cidade. Militares do governo, apoiado por guerrilheiros do Hezbollah, também avançaram sobre Madhamiya. Dois altos oficiais da milícia libanesa teriam sido mortos. Tropas do regime também estariam se reagrupando perto de Darayya.
Segundo informações da TV estatal do governo sírio, boa parte da capital e de seus arredores já estariam sob controle de forças leais ao presidente Bashar al-Assad e que a principal ofensiva rebelde em Damasco havia perdido força, com militantes da oposição controlando diretamente apenas quatro bairros na capital.
Em 15 de junho, o exército sírio tomou o bairro de Ahmadiyeh, no subúrbio da capital, próximo ao aeroporto local, após uma intensa luta. Dois dias depois, um atentado com carro bomba perto de uma instalação militar terminou com a morte de 10 soldados sírios. O ataque foi atribuído a militantes extremistas ligados aos rebeldes. Ao fim de junho, o governo intensificou os bombardeios e ataques terrestre contra redutos da oposição nas regiões norte e leste de Damasco. Os combates voltaram a se intensificar na região. Em 24 de junho, os grupos islamitas Ahrar al-Sham e Tawhid al-Asima detonaram um carro-comba no bairro alauita de Mezzah, matando duas pessoas. Fontes teriam dito também que dois complexos militares do governo na capital teriam sido atacados por milicianos da oposição, sendo que 5 soldados que defendiam o local teriam sido mortos. No dia seguinte, forças do regime lançaram mais uma grande ofensiva por vários distritos de Damasco e também em algumas cidades vizinhas. De acordo com ativistas do OSDH, o "exercito estava avançando sobre os bairros de Qaboon, Barzeh, Jobar, Al-Hajar Al-Aswad e Yarmouk". Eles também falaram que a ofensiva do governo perdia força devido a resistência imposta pelos rebeldes, mas a situação humanitária na região estava ficando crítica. De acordo com ativistas da oposição, as tropas do governo continuavam avançando pela capital e investiam contra as linhas de suprimentos dos rebeldes, o que poderia ser o golpe decisivo desta batalha.
Em 27 de junho, de acordo com o OSDH, o exército sírio assumiu o controle do bairro de Barzeh, em Damasco.
Já em julho, o governo sírio intensificou sua ofensiva na região de Damasco. No começo deste mês, soldados da Guarda Republicana, considerada a elite das forças armadas sírias, lançaram novos ataques contra a região da periferia da capital. Segundo informações, militares sírios teriam assumido o controle do bairro estratégico de Qaboun, após pesados bombardeios, e ainda ocupavam, pelo menos, naquela altura, 60% do distrito de Jobar.Os rebeldes então reforçaram suas posições na região com mais combatentes vindos do interior do país.
Em 21 de julho, tropas do governo avançaram sobre a cidade de Adra, ao norte de Damasco. Pelo menos 49 rebeldes teriam sido mortos. O regime também teria sofrido baixas neste confronto, incluindo um oficial da Guarda Republicana que acabou morrendo numa emboscada. No dia 26, o governo renovou sua ofensiva na parte central da capital. Apoiados por combatentes palestinos e por guerrilheiros do Hezbollah, militares sírios avançaram na região de Yarmouk, reduto da oposição. Contudo, dois dias mais tarde, forças rebeldes teriam assumido o controle de uma importante estrada que liga os distritos de Jobar e Qaboun.
No dia 6 de agosto, foi reportado um suposto motim de vários militares entre as forças do regime, após centenas de soldados de origem drusa, que pertenciam aos chamados "comitês populares", entregaram suas armas e abandonaram suas posições no distrito de Jarmana, retornando para casa. Segundo ativistas, o motivo do motim poderia ter sido prisão de um líder druso por militares sírios ou a recusa da milícia em abandonar sua região, que era usada como plataforma para o governo bombardear as posições da oposição a leste de Ghouta. Enquanto isso, no dia seguinte, ao menos 62 rebeldes foram mortos por forças do regime em emboscadas na zona oeste da cidade industrial de Adra, perto de Damasco.
Em 10 de agosto, o exército sírio avançou sobre a cidade de al-Ghazlaniya. Segundo o Observatório Sírio de Direitos Humanos (OSDH), os militares saquearam várias casas na região, embora isso não tenha sido confirmado por fontes independentes. Outras cidades na Zona Rural de Damasco também sofreram com bombardeios esporádicos. No dia 16 de agosto, tiros de morteiros disparados pelo exército acertou o distrito de Mleha, ao sul de Damasco, matando 14 civis. O OSDH também denunciou mais bombardeios aéreos na região. No dia seguinte, segundo agência de noticias estatal iraniana Press TV, forças do regime tomaram a estratégica cidade de Drusha, no interior da província, próximo a capital. No mesmo dia, a rede de notícias al-Alam reportou que militares do regime haviam finalmente assumido o controle da cidade de al-Khamissiya, próximo a al-Ghouta.

### Continuidade dos combates

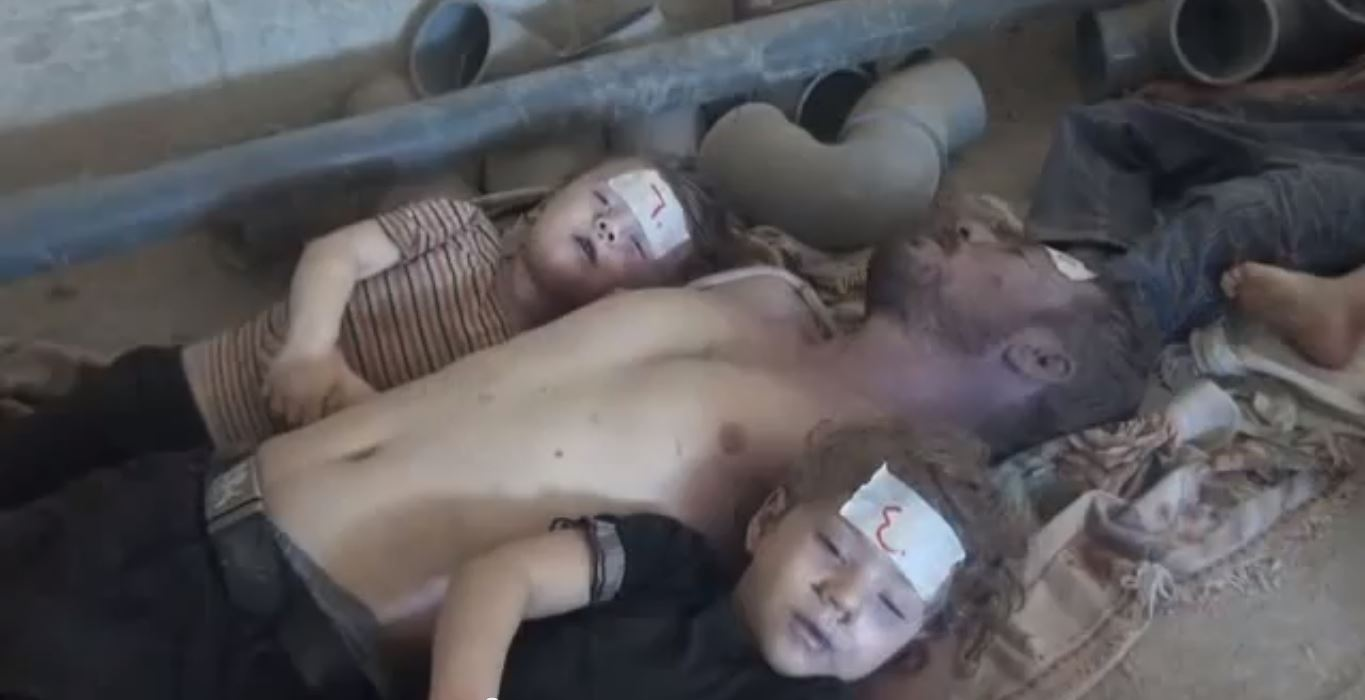
Civis mortos no ataque químico contra Ghouta. Uma investigação independente da ONU comprovou o uso de armamento tóxico no bombardeio, mas não apontou um responsável. Ambos os lados trocaram acusações sobre quem foi o autor do ataque

Em 21 de agosto, vários distritos ao redor de Ghouta, na região de Damasco, foram bombardeados por forças do governo sírio que, segundo ativistas da oposição, utilizaram gás venenoso tóxico nos ataques. Foi reportado que ao menos 1 700 pessoas foram mortas. O Conselho de Segurança da ONU convocou uma reunião de emergência para investigar o ocorrido. No dia seguinte, foi reportado que o exército sírio lançou uma nova ofensiva contra os distritos de Erbine, Harasta, Jobar, Zamalka e Ain Tarma, onde alguns dos ataques químicos supostamente aconteceram. Contudo, poucos avanços teriam sido feito e nenhum ponto estratégico desses locais foi tomado.
No começo de setembro, os rebeldes avançaram contra posições do exército sírio em Rouhaiba, a nordeste de Damasco, perdendo 46 guerrilheiros na luta. O combate nessa região persistiu por dias, enquanto o governo retaliava com bombardeios aéreos por toda a área. No mesmo período, soldados leais ao regime emboscaram combatentes opositores nas proximidades da zona industrial de Adra, matando 29 rebeldes.
Em 3 de setembro, combatentes do Exército Livre da Síria tomaram a região montanhosa de Al Qalamoun, expulsando as tropas do governo da área. No dia 8 do mesmo mês, militantes da oposição conquistaram a cidade de maioria cristã de Maalula, há 50 quilômetros ao noroeste de Damasco, após choques com as forças do regime, segundo o "Observatório Sírio de Direitos Humanos" (OSDH). Tropas do exército sírio rapidamente lançaram um contra-ataque na região e então os combates acabaram se intensificando novamente. Em 15 de setembro, soldados do governo haviam recapturado boa parte da cidade, apesar de ainda haver focos de resistência isolados nas proximidades. Outra contra-ofensiva foi reportada perto de Muadamiyat al-Sham, perto de um aeroporto militar estratégico, que é parcialmente ocupado por guerrilheiros da oposição.

## Quarta ofensiva
Em 10 de setembro, soldados do exército e milicianos pró-governo tentaram avançar no distrito de Barzeh. Três grandes bombardeios aéreos foram reportados na área. Militares do regime também avançaram sobre a parte leste da cidade de Deir Salman, próximo do aeroporto de Damasco, e também tomaram a região de Shebaa.
No começo de outubro, em uma nova ofensiva ao sul da capital, militantes xiitas do Iraque e do Líbano, com apoio do exército sírio, tomaram o subúrbio de Sheikh Omar. Ao menos vinte rebeldes e diversos combatentes pró-regime foram mortos. A região conta com ao menos duas importantes rodovias que servem para abastecer as forças do presidente Bashar al-Assad nas províncias de Deraa e Sueida, perto da fronteira com a Jordânia. No dia 11 do mesmo mês, militares sírios e milicianos xiitas pró-Assad tomaram os subúrbios das regiões de al-Thiabiya e Husseiniya, ao sul de Damasco. Ao menos 70 pessoas foram mortas nestes confrontos, segundo ativista.
Em 17 de outubro, o chefe da inteligência militar síria, o major-general Jameh Jameh, foi assassinado por um atirador rebelde em Deir ez-Zor. Jameh era conhecido como um dos mais capazes generais do exército baathista, veterano da ocupação síria do Líbano de 1976 a 2005. Ele chegou a ser acusado de envolvimento no assassinato do primeiro-ministro libanês Rafiq Hariri em fevereiro de 2005. No dia seguinte, o Observatório Sírio dos Direitos Humanos (OSDH) reportou que as forças da oposição haviam conseguido tomar a cidade de Deir ez-Zor, após combates violentos. Logo em seguida, a região foi bombardeada pelo governo, o que resultou em diversas mortes e na destruição de várias casas, segundo ativistas. Os rebeldes também conseguiram avançar no bairro de Rashdiya, até então controlado pelo regime. Segundo ativistas do OSDH, jihadistas da Frente Al-Nusra teriam executado dez militares sírios que haviam sido feitos prisioneiros após o combate. No dia 23 de outubro, a televisão estatal síria afirmou que um gasoduto que alimenta a central elétrica do sul da capital Damasco foi parcialmente destruído em um atentado terrorista., que eles atribuíram aos rebeldes. Parte da província e de regiões vizinhas sofreram com blecautes de energia devido a isso, afirmou o governo. Em 23 de outubro, o governo tomou a cidade de Sadad onde existe uma rodovia que vai no sentido de Damasco. O município de Hatetat al-Turkman também foi tomado no dia seguinte, segundo a TV estatal. Na mesma ofensiva, 40 rebeldes ligados ao grupo extremista Al-Nursa foram mortos em uma emboscada perto do aeroporto internacional de Damasco. Em outubro, um jornalista do Wall Street Journal visitou a cidade de Muadamiyat al-Sham, na periferia da Zona Rural de Damasco. O município, que estava cercado por tropas do governo desde o fim de outubro, sofria com uma grave crise humanitária devido a falta de comida e água. Sua população, que antes do conflito era superior a 50 mil habitantes, agora tinha apenas menos de 13 mil.
Em novembro, o regime intensificou as ofensivas na parte sul da capital. Os bairros de Sbeiné e Jaramana sofreram com pesados bombardeios aéreos. Ao norte, Barzé também passou a ser atacada. No dia 7, o exército sírio, apoiado por guerrilheiros do Hezbollah e da milícia Al-Abbas, assumira o controle da estratégica cidade de Al-Sabinah, ao sul de Damasco. Esta conquista veio depois de um longo cerco e violentos combates. As forças do governo e de seus aliados (a maioria formado por milicianos xiitas não sírios, de acordo com o OSDH) também intensificaram suas operações militares em Hejeira e A'qraba. Os distritos de Hajar al-Aswad e Jobar também sofreram com pesados ataques aéreos e de artilharia. Em 13 de novembro, Hejeira caiu em mãos do regime. Cinco dias depois, um atentado a bomba contra um prédio militar em Harasta (onde combates estavam sendo reportados) matou ao menos 68 militares, segundo o OSDH. No dia seguinte, a cidade de Qara foi tomada pelo exército do governo, após três dias de combates. Neste município, ficava uma importante estrada que liga Damasco e Homs. Em 28 de novembro, tropas do regime sírio tomaram a cidade de Dair Atiah, na região de Al-Qalamoun, próximo a capital.
Em dezembro, os combates em cidades como Ghouta, Rishknaniyeh e no distrito de Al-Nabk se intensificaram, com um alto número de morto nos dois lados. Enquanto forças leais ao regime continuavam bombardeando essas regiões e áreas vizinhas, ambos os lados travaram sangrentos embates em séries de ataques e contra-ofensivas. O governo, que concentrava suas forças ao norte e leste de Damasco, prosseguia também em sua luta para expulsar os rebeldes da região montanhosa de Qalamoun desde novembro, mas enfrentava feroz resistência de guerrilheiros jihadistas. Já a oposição também lançou suas próprios ofensivas para tentar recuperar o terreno perdido e conseguiu modestos progressos ao leste e norte de Ghouta, onde ainda mantinham firmes bolsões de resistência. Atentados a bomba também se tornaram mais comuns nas zonas distritais do governo na capital. Em 2 de dezembro, após um violento combate, os rebeldes conseguiram recapturar a cidade de Maalula. O governo respondeu intensificando sua ofensiva no oeste da província da Zona Rural de Damasco, perto da fronteira com o Líbano, onde várias rotas de suprimentos dos rebeldes estão localizadas. Em um desses avanços, tropas do regime tomaram a cidade de Nabak, que ficam em um dos últimos redutos dos militantes da oposição na região estratégica de Qalamoun. Toda aquela área estava sendo bombardeada por ar e por terra pelas forças de Assad.
No começo de 2014, o governo sírio manteve as regiões ao sul e norte de Damasco como foco principal de suas ofensivas. A área montanhosa de Qalamun ficou por meses sendo bombardeada dia e noite. Na fronteira da província com o Líbano, as forças do regime, apoiados pelo Hezbollah, conquistaram importantes vitórias e, em meados de março, tomou a estratégica cidade de Iabrude. Além de ser uma das principais rotas de suprimentos e movimentação dos rebeldes, este município também tem uma vital estrada que liga a capital do país a cidade de Homs, onde uma outra luta estava sendo travada. Brigadas islamitas e jihadistas de várias facções rebeldes, como a Frente al-Nusra, defenderam durante meses Iabrude e seus arredores, mas acabaram sendo sobrepujados pelo poder de fogo combinado do exército sírio e dos milicianos libaneses do Hezbollah. Os bombardeios aéreos na província se tornaram mais intensos. O governo começou a usar em larga escala a técnica de bombardear usando helicópteros de transporte para despejar sobre as cidades diversos barris com explosivos, uma prática denunciada e condenada pela ONU.